# Samhällsnytt
Samhällsnytt eller Samnytt är ett svenskt alternativt medium, en nättidning, som är en efterföljare till bloggen Avpixlat sedan 2017. Namnet förkortas ofta till Samnytt av Samhällsnytt själva och av andra medier, efter domännamnet samnytt.se.

## Historik
Samhällsnytt har en kontinuitet med föregångaren Avpixlat genom att Samhällsnytt drivs av samma ideella förening, Föreningen för sverigevänliga intressen, och genom att nyckelpersoner som Kent Ekeroth ligger bakom både Avpixlat och Samhällsnytt.
Politisk chefredaktör och ansvarig utgivare är (2021) Mats Dagerlind, som också ledde Avpixlat. Martin Dahlin under pseudonymen Egor Putilov var chefredaktör mellan februari 2021 och juli 2021. Verkställande direktör är sverigedemokratiske politikern Kent Ekeroth.
Tidningen uppger att den är beroende av läsarnas kontinuerliga ekonomiska stöd. År 2020 beviljade Mediestödsnämnden Samhällsnytt redaktionsstöd, en form av mediestöd.
Hösten år 2020 gick Samhällsnytt med i det medieetiska systemet, vilket man dock valde att hoppa av vintern år 2022. Under denna tid anmäldes de 18 gånger till rådet och klandrades sex av gångerna.

## Politisk inriktning
Samhällsnytt anger ingen politisk inriktning, utan definierar sig som ett alternativ till gammelmedia, och säger sig specialbevaka ”de områden där etablissemangsmedia uppvisar underlåtenhetsförsyndelser”. Etablerade svenska rikstidningar har betecknat Samhällsnytt som en ”hatsajt”. En annan beteckning i etablerade medier på Samhällsnytt är ”högerpopulistisk”; efter att Samhällsnytt gick med i medieetiska rådet under 2020 har några tidningar valt att citera Samhällsnytt med beskrivningen ”högerpopulistisk”.

## Fängelsedom för förtal
I februari 2024 dömdes den ansvarige utgivaren Mats Dagerlind till skadestånd och en månads fängelse för att Samhällsnytt publicerat förtal av en medarbetare på Näthatsgranskaren. I artiklarna beskrevs personen bland annat som brottslig.